# Fiumi dell'Oceania
Questa è una lista dei fiumi dell'Oceania.

## Australia
I fiumi più lunghi dell'Australia sono:
- Murray (2375 km)
- Murrumbidgee (1485 km)
- Darling (1472 km)
- Lachlan (1448 km)
- Warrego (1380 km)
- Cooper Creek (1300 km)
- Paroo (1210 km)

vedi anche Fiumi dell'Australia

## Isole Cook
- Avana

## Isole figi
- Ba
- Dreketi
- Navua
- Rewa
- Sigatoka

## Polinesia francese
- Papenoo

## Nuova Zelanda
- Fiumi della Nuova Zelanda

## Papua Nuova Guinea
- Asaro
- Bae'e
- Chimbu
- Eilanden
- Fly
- Gogol
- Jaba (fiume)Jaba
- Kabenau
- Kikori
- Malas
- Mambare
- Markham
- Ok Tedi
- Pulau
- Purari
- Ramu
- Sepik
- Sogeram
- Strickland
- Torokina
- Turama
- Watut
- Wawoi

## Nuova Guinea Occidentale
- Mamberamo
- Tariku
- Taritatu
- Van Daalen